# Odontosyllis phosphorea
Odontosyllis phosphorea är en ringmaskart som beskrevs av Moore 1909. Odontosyllis phosphorea ingår i släktet Odontosyllis och familjen Syllidae. Inga underarter finns listade i Catalogue of Life.